# 28610 Stephenriggs
28610 Stephenriggs è un asteroide della fascia principale. Scoperto nel 2000, presenta un'orbita caratterizzata da un semiasse maggiore pari a 2,5895009 au e da un'eccentricità di 0,2436029, inclinata di 15,67042° rispetto all'eclittica.